# Peter Gumbert
Johan Peter Gumbert (Nijmegen, 23 januari 1936 − 18 augustus 2016) was een Nederlandse hoogleraar westerse paleografie en handschriftkunde.

## Biografie
Gumbert was een zoon van de Utrechtse antiquaar dr. phil. h.c. Hans Ludwig Gumbert (1904-1994) van het veilinghuis J.L. Beijers en Martel Bischoff. Hij studeerde in 1964 cum laude af in de klassieke letteren aan de Universiteit Leiden. Daarna werd hij aan die universiteit assistent van zijn leermeester prof. dr. Gerard Isaac Lieftinck (1902-1994). Hij werkte daar mee aan diens meerdelige werk Manuscrits datés conservés dans les Pays-Bas. Catalogue paléographique des manuscrits en écriture latine portant des indications de date (2 delen in 4 banden, 1964-1988). Ook was hij tussen 1972 en 1976 een van de redacteuren van de vier delen van Essays presented to G. I. Lieftinck. In 1972 promoveerde Gumbert aan zijn alma mater op Die Utrechter Kartäuser und ihre Bücher im frühen fünfzehnten Jahrhundert. Hij werd per 1 mei 1973 bij die universiteit aangesteld als gewoon lector in de westerse paleografie en handschriftkunde; zijn oratie Schrift, codex en tekst. Een rondgang door paleografie en codicologie hield hij op 8 maart 1974. In 1979 werd hij aangesteld tot gewoon hoogleraar westerse paleografie en handschriftkunde; in 2001 ging hij met emeritaat. In 2003 verscheen een speciaal nummer van Quaerendo dat geheel aan hem gewijd was.
Tijdens zijn studie leerde hij zijn latere echtgenote kennen, Marijke Hepp, met wie hij de uitgave van verscheidene belangrijke handschriften verzorgde, zoals de Kroniek van Willem Procurator en de Annalen van Egmond. Tijdens zijn hoogleraarschap verscheen de reeks Illustrated inventory of medieval manuscripts in the Netherlands (IIMM). Hij werkte voorts mee aan enkele codicologische, terminologische handboeken.
Gumbert was sinds 1997 lid van de Koninklijke Nederlandse Akademie van Wetenschappen.
Prof. dr. J.P. Gumbert overleed in 2016 op 80-jarige leeftijd. Op 9 en 10 mei 2017 werd zijn bibliotheek geveild bij Burgersdijk & Niermans te Leiden.

### Eigen werk
- Die Utrechter Kartäuser und ihre Bücher im frühen fünfzehnten Jahrhundert. [Z.p., 1972] (proefschrift).
- Schrift, codex en tekst. Een rondgang door paleografie en codicologie. Leiden, 1974 (inaugurele rede).
- The Dutch and their books in the manuscript age. London, 1990.
- Eenheden en fragmenten. Colophon van een codicoloog. [Leiden], 2000 (afscheidsrede).
- "Tao teh king van Lao Tse in het Hollandsch overgebracht". Nederlandse vertalingen van de Laozi uit de verzameling van J.P. Gumbert, Lopik. Catalogus bij een tentoonstelling in de Leidse Universiteitsbibliotheek van 13 juni tot 16 juli 2002. Leiden, 2002.
- Illustrated inventory of medieval manuscripts in Latin script in the Netherlands. 2 parts. Hilversum, 2009-2011.
- Bat books. A catalogue of folded manuscripts containing almanacs or other texts. Turnhout, [2016].

### Verzorgingen en vertalingen
- [Met Marijke Hepp] Willem Procurator, Kroniek. Hilversum, 2001.
- [Met Marijke Hepp] Annalen van Egmond. Hilversum, 2007 en 2014².

- Bibsys: 90926299
- Biblioteca Nacional de España: XX1089933
- Bibliothèque nationale de France: cb12171398p (data)
- Catàleg d'autoritats de noms i títols de Catalunya: 981058612362906706
- CiNii: DA05795684
- Digitale Bibliotheek voor de Nederlandse Letteren: gumb001
- Gemeinsame Normdatei: 1012199835
- International Standard Name Identifier: 0000 0001 1971 0684
- Library of Congress Control Number: n85108911
- Nationale Bibliotheek van Tsjechië: jo2018976641
- Nationale Bibliotheek van Israël: 987007273191605171
- Nederlandse Thesaurus van Auteursnamen: 070526745
- Réseau des bibliothèques de Suisse occidentale: 02-A003331336
- Istituto Centrale per il Catalogo Unico: SBLV292738
- Système universitaire de documentation: 030260035
- Virtual International Authority File: 66678318
- WorldCat: E39PBJrckVq3kQM48WvB4pgxjC